# Oltre l'orizzonte (romanzo)
Oltre l'orizzonte  (Beyond This Horizon) è un romanzo di fantascienza del 1942 dello scrittore statunitense Robert A. Heinlein.
Il romanzo è stato premiato nel 2018 con il Retro Hugo per l'anno 1943.

## Storia editoriale
Scritto nel novembre 1941 fu pubblicato per la prima volta, dopo una revisione di John W. Campbell, in due puntate nei numeri di aprile e maggio 1942 di Astounding Science Fiction sotto lo pseudonimo di Anson MacDonald.
La versione originale fu pubblicata in volume nel 1948 dalla Fantasy Press.
La prima edizione italiana, tradotta da Maria Gallone, fu pubblicata da Mondadori nel 1953.

## Trama
Il romanzo descrive un mondo nel quale la selezione genetica per aumentare la salute, la longevità e l'intelligenza è diventata così diffusa che i non modificati, detti "naturali", sono una minoranza accuratamente gestita e protetta.
È socialmente accettato portare armi da usare in duello, è possibile indossare distintivi per mostrare indisponibilità al duello, ma questo si traduce in uno status sociale inferiore.
Il mondo è diventato un'utopia economica; il "dividendo economico" è così elevato che il lavoro è diventato facoltativo.
Il problema economico principale è quello di consumare il surplus economico: molti prodotti di alta qualità in realtà costano meno rispetto a quelli di qualità inferiore.
Molte persone usano merci di qualità inferiore come status symbol.
Il governo investe molto nella ricerca scientifica, ma questo ha l'effetto collaterale di aumentare ulteriormente la produttività futura, così progetti a lungo termine che non prevedono ritorno economico sono favoriti sopra ogni altro tranne la ricerca medica, in base alla teoria che una maggiore durata della vita aumenti il consumo del surplus.
Il protagonista della storia, Hamilton Felix (cognome prima), è l'archetipo del superuomo; Felix possiede un fisico sovrumano con un intelletto all'altezza e può aspettarsi di vivere per secoli senza alcuna forma di assistenza medica.
Essendo il prodotto di generazioni di ingegneria genetica, egli è quasi, ma non del tutto, un essere umano perfetto.
Nella seconda parte del libro egli ha un figlio geneticamente modificato, che è il culmine di generazioni di ingegneria genetica e riproduzione selettiva, ed è un essere umano geneticamente perfetto.
Crescendo, il bambino comincia a sviluppare abilità mentali quasi superumane e una sorprendente capacità telepatica.
Mentre il romanzo volge al termine, diventa evidente che il figlio di Hamilton Felix percepisce che la sua sorella minore è la reincarnazione di un saggio funzionario governativo anziano, che aveva previsto la propria morte e aveva disposto di morire poco prima della nascita della figlia di Felix. Il funzionario aveva capito che l'anima si reincarna e, in preparazione della propria morte e reincarnazione, è stata determinante nell'ingegneria genetica del figlio e della figlia.

## Critica
Boucher e McComas posero Beyond This Horizon tra "i migliori romanzi di fantascienza della moderna produzione";
P. Schuyler Miller ha recensito favorevolmente il romanzo dicendo "proprio alla maniera di Heinlen il tema di fondo del libro irrompe attraverso lo schermo dell'azione solo nelle pagine finali".